# Kälberbach (Seemenbach)
Der Kälberbach ist ein acht Kilometer langer, rechter und nördlicher Zufluss des Seemenbachs. Der Unterlauf des Kälberbaches trägt manchmal auch die Bezeichnung Pferdsbach.

## Geographie

### Verlauf
Der Kälberbach entspringt auf einer Höhe von 353 m ü. NHN nordwestlich des Büdingener Stadtteils Michelau. 
Er fließt zunächst in südsüdwestlicher bis südwestlicher Richtung durch Waldgelände. Er verlässt dann den Wald und läuft danach durch Grünland am südlichen Rande eines Mischwaldes entlang. Er unterquert nun die L 3193 und wird dann gleich danach auf seiner rechten Seite durch den Pferdsbach gestärkt.
Der Kälberbach biegt nun scharf nach Südsüdosten ab, passiert dann die Stadt Büdingen und mündet schließlich auf einer Höhe von etwa 135 m ü. NHN von rechts in den Seemenbach. 
Sein 8,3 km langer Lauf endet ungefähr 218 Höhenmeter unterhalb seiner Quelle, er hat somit ein mittleres Sohlgefälle von 26 ‰.

### Zuflüsse
- Pferdsbach (rechts), 2,8 km, 5,23 km²

### Flusssystem Nidder
- Fließgewässer im Flusssystem Nidder

### Orte
Der Kälberbach fließt durch folgende Ortschaften:
- Büdingen
  - Michelau
  - Büdingen